# Shinichi Enshu
Shinichi Enshu –en japonés, 遠刕 信一, Enshu Shinichi– es un deportista japonés que compitió en judo. Ganó una medalla de bronce en el Campeonato Mundial de Judo de 1967, en la categoría de –80 kg.

## Palmarés internacional
| Campeonato Mundial | Campeonato Mundial              | Campeonato Mundial | Campeonato Mundial |
| Año                | Lugar                           | Medalla            | Categoría          |
| ------------------ | ------------------------------- | ------------------ | ------------------ |
| 1967               | Salt Lake City (Estados Unidos) | Medalla de bronce  | –80 kg             |